# Feliks Jarocki
Feliks Paweł Jarocki (Pacanów, 14 januari 1790 - Warschau, 25 maart 1865) was een Poolse zoöloog (ornitholoog en entomoloog).
Hij studeerde af aan de Universiteit van Warschau. Hij werd docent en conservator van de afdeling Zoölogie van het museum van die universiteit van 1819 tot 1862. De daar aanwezige collectie bestond uit meer dan 20 000 specimens verzameld door baron Sylwiusz Minckwitz. Jarocki breidde deze verzameling uit met specimens die hij vooral verzamelde in Oost-Polen en Oekraïne. Toen hij met pensioen ging, bereikte zijn zoölogische collectie 65.690 specimens. Hij werd opgevolgd door Władysław Taczanowski. 
Hij schreef boeken over dierkunde en maakte tal van beschrijvingen (in het Pools) van vooral vogels en is de auteur van de zwartkeellijster (Turdus atrogularis) en de geslachten Crinifer, Phoeniculus, Loriotus en Remiz.

## Trivia
De vader van Chopin, Franciszek Chopin was een vriend van hem. De 18-jarige Chopin reisde met zijn vader en Jarocki in 1828 naar Berlijn voor een congres van natuuronderzoekers.
- Gemeinsame Normdatei: 117612049
- International Standard Name Identifier: 0000 0000 8028 9887
- Library of Congress Control Number: nb2007027388
- Virtual International Authority File: 38905121
- WorldCat: E39PBJcwG9FrPhwtjrQDb98wG3